# Comuna Șabelnîkî, Zolotonoșa
Șabelnîkî (în ucraineană Шабельники) este o comună în raionul Zolotonoșa, regiunea Cerkasî, Ucraina, formată din satele Nova Hreblea și Șabelnîkî (reședința).

## Demografie
Componența lingvistică a comunei Șabelnîkî
     Ucraineană (96,11%)
     Rusă (3,79%)
     Alte limbi (0,09%)
Conform recensământului din 2001, majoritatea populației comunei Șabelnîkî era vorbitoare de ucraineană (96,11%), existând în minoritate și vorbitori de rusă (3,79%).